# هولم سنت کوثبرت
هولم سنت کوثبرت (به انگلیسی: Holme St Cuthbert) یک روستا و محله مدنی در بریتانیا است که در الیردال واقع شده‌است. هولم سنت کوثبرت ۴۶۵ نفر جمعیت دارد.